# Varga Gedeon
Varga Gedeon (Alsónémedi, 1894. október 23. – Budapest, 1972. április 29.) kisgazdapárti politikus, országgyűlési képviselő.

## Élete
Föld nélküli szegényparasztok gyermekeként született; hat elemi iskolai osztályt, illetve téli gazdasági iskolát végzett. Az első világháborúban orosz fogságba esett, aminek köszönhetően jól megtanult oroszul. Hazatérése után családot alapított és a felesége által örökölt 25 katasztrális holdnyi földterületen kezdett gazdálkodni.
Viszonylag hamar bekapcsolódott szülőfaluja közéletébe és sokat tett annak érdekében: húsz éven át volt községi képviselő és a Hangya szövetkezet helyi fiókjánál a vezetőség tagja és az egyik irányítója volt a községi önkéntes tűzoltó-egyesületnek is. Helyben az egyik szervezője volt az ezüstkalászos gazdamozgalomnak, 1942-től a Magyar Parasztszövetség helyi csoportjának az elnöke lett.
Pártszerű politizálással 1931-ben kezdett foglalkozni, amikor belépett a Független Kisgazdapártba (FKGP), és szülőfalujában megválasztották a párt helyi elnökévé is. 1945-ben részt vett a Független Kisgazdapárt és a Magyar Parasztszövetség helyi és járási szervezeteinek a második világháborút követő újjáalakításában. Bekerült a helyi és a vármegyei nemzeti bizottságba, valamint a termelési bizottságba, továbbá a kisgazdapárt képviseletében tagja lett a Pest vármegyei törvényhatósági bizottságnak és a kisgyűlésnek is.
1945. november 4-én a Pest és Bács megyei választókerületben nemzetgyűlési képviselővé választották. 1947 tavaszától a Magyar Parasztszövetség Elnöki Tanácsának tagja lett és bekerült az Országos Magyar Tejszövetkezeti Központ igazgatóságába is, mint a szervezet megbízottja. 1947. augusztus 31-én a Pest és Bács-Bodrog vármegyei választókerületben újra képviselővé választották. 1948. július 13-tól az FKGP Pest megyei szervezetének az alelnöke lett.
1949-től egy ideig még a Magyar Függetlenségi Népfront alsónémedi szervezetének az elnöke volt, de mivel nem fogadta el a mezőgazdaság kollektivizálását, hamar háttérbe szorult. 1962-ig a birtokán gazdálkodott, de ekkor már be kellett lépnie a termelőszövetkezetbe, ahol beválasztották az elnökségbe. Haláláig a téeszben dolgozott.